# Sutaek-dong
Sutaek-dong (koreanska: 수택동) är en stadsdel i staden Guri i provinsen Gyeonggi i den norra delen av Sydkorea, 15 km nordost om huvudstaden Seoul.

## Indelning
Administrativt är Sutaek-dong indelat i:
| Namn    | Namn               | Yta km² | Invånare 31 dec 2020 |
| ------- | ------------------ | ------- | -------------------- |
| 수택1동 | Sutaek 1(il)-dong  | 1,26    | 18 229               |
| 수택2동 | Sutaek 2(i)-dong   | 0,62    | 25 863               |
| 수택3동 | Sutaek 3(sam)-dong | 9,35    | 22 070               |